# HPRIM
HPRIM (ook wel H.PR.I.M, voluit Harmonie et PRomotion de l'Informatique Médicale, ook H´) is in de medische informatica een standaard voor het uitwisselen van medische en biologische gegevens. De standaard wordt gebruikt in Frankrijk, waar hij in 1990 is ontstaan.
De gelijknamige organisatie die de standaard definieert werd op 10 oktober 1990 opgericht. In 2004 werd de naam HL7 France - HPRIM. Naast het onderhouden van de huidige standaard wil deze werken aan betere samenwerking met en migratie naar het internationale HL7.
De standaard definieert onder andere een formaat voor gegevensuitwisseling, gebaseerd op het ASTM-formaat, tussen medische laboratoria, zoals aanvragen en resultaten van analyses. Voor gegevensuitwisseling tussen dokters en labo's evolueerde men van een niet-gestructureerde point-to-point gegevensuitwisseling via Kermit naar een gestructureerde uitwisseling via internettechnologieën.